# Georges Janin
Georges Janin, né le 15 novembre 1910 à Aïn M'lila (Algérie française) et mort le 29 juillet 1974 à Marseille, est un footballeur international français.

## Biographie
Son poste de prédilection est milieu de terrain. Il ne compte qu'une sélection en équipe de France de football, France-Autriche à Paris au Parc des Princes en 1937.

### Clubs successifs
- 1925-1935 : US Marocaine [3]
- 1935-1936 : Alès [3]
- 1935-1936 : Olympique de Marseille [3]
- 1936-1937 : Red Star [3]
- 1937-1939 : Racing Club de Roubaix [3]
- 1939-1942 : USA Perpignan [3]
- 1943-1944 : Montpellier Languedoc [3]
- 1943-1944 : Grenoble Dauphiné [3]
- 1944-1945 : Nîmes Olympique [3]
- 1945-1946 : Bordeaux [3]
- 1946-1947 : Perpignan [3]

### Carrière
Au sein d'une équipe de France rajeunie, majoritairement composée de joueurs issus du FC Rouen, Georges remplaça au pied levé l'habituel meneur de jeu, Pierre Duhart. Quoiqu'un peu isolé, il s'en tira honorablement face à l'une des meilleurs sélections européennes de l'époque.

## Palmarès
- 1932 : Champion d'Afrique du Nord [4]
- 1932 : Champion du Maroc [4]
- 1933 : Champion d'Afrique du Nord [4]
- 1933 : Champion du Maroc [4]
- 1934 : Champion d'Afrique du Nord [4]
- 1934 : Champion de Maroc [4]